# Petrotilapia chrysos
Petrotilapia chrysos är en fiskart som beskrevs av Stauffer och Van Snik, 1996. Petrotilapia chrysos ingår i släktet Petrotilapia och familjen Cichlidae. IUCN kategoriserar arten globalt som sårbar. Inga underarter finns listade i Catalogue of Life.